# Santiago Danús Peña
Santiago Danús Peña (Santiago, 11 de abril de 1896 - ?) fue un militar chileno. Ejerció la Comandancia en jefe del Ejército de Chile entre noviembre de 1952 y marzo de 1953.

## Carrera militar
Nació el 11 de abril de 1896 en Santiago, hijo de Pedro Danús Sureda y Francisca Peña Guzmán. 
En 1911, inicia su carrera militar ingresando como Cadete a la Escuela Militar y egresa como Teniente 2.º de Infantería, siendo su primera destinación en 1916, el Regimiento N.º 10 Lautaro, donde con un breve intervalo, permanece por espacio de cinco años.
Posteriormente, en 1925, sirve en el Regimiento N.º 12 Pudeto, luego ingresa a la Academia de Guerra, asciende a Capitán y el 4 de febrero de 1930, se recibe de Oficial de Estado Mayor.
Al alcanzar el grado de Mayor de Ejército, lo vamos a encontrar desempeñándose como Secretario de la Comandancia de la Guarnición de Valparaíso. Desde allí, es trasladado al Estado Mayor, para ejercer en forma paralela, la docencia en la Academia de Guerra y Escuela Militar.
En 1935, como Teniente Coronel, es designado Secretario de la Dirección de Establecimientos de Instrucción Militar y al año siguiente, participa en un Curso de Equitación impartido en la Escuela de Caballería. Al cumplir 25 años de servicios en la Institución, es nombrado director de Reclutamiento y Tiro Nacional y jefe del Estado Mayor de la II División.
Siendo coronel de Ejército, dirige la Escuela de Infantería y posteriormente es designado agregado militar a la Embajada de Chile en México.
A su regreso, asume como jefe del Estado Mayor de la III y II División de Ejército, respectivamente.
Ascendido a General de Brigada en 1946, fue Comandante en Jefe de la III División de Ejército, director de Personal, jefe de la II División y luego comandante general de la Guarnición de Santiago.
En el año 1951, se desempeña como adicto militar a la Embajada de
Chile en los Estados Unidos, y luego de regresar al país, es jefe del Estado Mayor General del Ejército.
El 3 de noviembre de 1952, es nombrado Comandante en Jefe del Ejército.
En marzo del año siguiente, se le concede el retiro de la Institución.
Meses más tarde tras su retiro, fue nombrado por Ibáñez como Intendente de la Provincia de Santiago, dejó el cargo en 1958.

### Historial militar
Su historial de ascensos en el Ejército fue el siguiente:
- 1911: Cadete de la Escuela Militar
- 1915: Alférez
- 1916: Subteniente
- 1920: Teniente
- 1925: Capitán
- 1930: Mayor
- 1935: Teniente coronel
- 1940: Coronel
- 1946: General de Brigada
- 1950: General de División
- 1952: General de ejército